# Каштановая оропендола
Каштановая оропендола (лат. Psarocolius cassini) — вид птиц из семейства трупиаловых. Обитает в западной части Колумбии. Подвидов не выделяют.

## Ареал
Обитает в прилегающих низинах Баудо в департаменте Чоко во влажных лесах, на равнинах на высоте около 365 м. Предпочитает леса открытой местности.

## Описание
Самец имеет среднюю длину 46,5 см, самка — около 40 см. На каждой щеке-розовый участок голой кожи. Затылок, горло, грудь и живот черные. Спина, бока и крылья каштанового цвета. Хвост лимонно-желтый с черными перьями в центре. Клюв конической формы, черный, со светло-оранжевым наконечником.

## Поведение
Питается фруктами и насекомыми. Живёт в группах от 2 до 10 особей на пологах леса, иногда вместе с амазонскими оропендолами.

## Популяция
Популяция данного вида уменьшается.

## Продолжительность поколения
Продолжительность поколения составляет 4,6 года.